# Nesoenas
Nesoenas är ett fågelsläkte i familjen duvor inom ordningen duvfåglar. Släktet omfattar här tre till fyra arter, varav två utdöda, med utbredning i Maskarenerna och i Madagaskarregionen:
- Madagaskarduva (N. picturatus)
- Rosenduva (N. mayeri)
- Rodriguesduva (N. rodericanus) – utdöd

Birdlife International erkänner även mauritiusduva (Nesoenas cicur), en utdöd art som tidigare förekom på Mauritius.
Madagaskarduva placerades tidigare ofta i Streptopelia. DNA-studier visar dock att den är närmare släkt med rosenduva och de båda står faktiskt närmare Columba än övriga arter i Streptopelia.